# 人は見た目が9割
人は見た目が9割（ひとはみためがきゅうわり）は、さいふうめいによって著された書籍。

## 概要
2005年10月20日に新潮新書で発売。
著者は大学で8年ほどコミュニケーションの講義を行い講義ノートが溜まり、それを書き起こしたのがこの書籍。
全てを左右するのは見た目であるとする。私たちの周りには言葉以外の膨大な情報があり、これらの持つ意味を考える。社会学や心理学などのあらゆるジャンルの知識が駆使されている。
著者が広義に見た目としているのは、外見、動き、表情、声、空間、接触、色とにおいの7つ。
この書籍がヒットしたことで、人が他人に好意を抱く理由は9割が見た目であるという認識が広まった。
この本で多く誤解されてきたのが、見た目とは容姿やルックスと言う意味ということになること。本書では見た目とは言葉以外の情報で、非言語なものの総称としている。相手から受け取る情報は非言語情報が圧倒的に多いため。
2007年に放送されたフジテレビジョンのテレビ番組では、著者も出演してこの書籍に書かれている事実が検証される。
トーハン調べの2006年ベストセラーランキング総合で7位、新書・ノンフィクションで2位。
日本著者販促センターの2006年ベストセラー30で6位。
2022年の時点で約200万部。